# Anton Houtsma
A.C. (Anton) Houtsma (Hillegersberg, 13 februari 1938 – Utrecht, 19 november 2014) was een Nederlands politicus van de KVP en later het CDA.
Hij was wethouder in de gemeente Haarlemmermeer voor hij begin 1977 benoemd werd tot burgemeester van Wijk bij Duurstede. In oktober 2000 ging Houtsma vervroegd met pensioen maar dat was nog niet het einde van zijn burgemeesterscarrière want vanaf september 2005 was hij waarnemend burgemeester van Maarn totdat die gemeente op 1 januari 2006 opging in de nieuwe gemeente Utrechtse Heuvelrug. Vanaf september 2006 was Houtsma een half jaar waarnemend burgemeester van Rhenen.
Hij bleef in Wijk bij Duurstede wonen, maar overleed eind 2014 op 76-jarige leeftijd in Utrecht. Anton Houtsma was naast ereburger van Wijk bij Duurstede ook Ridder in de Orde van Oranje-Nassau.